# Guilhem de l'Olivier
Guilhem de l'Olivier o Guillem de l'Olivier (d'Arle) citato anche come Gui de l'Olivier o Guiraut de l'Olivier (fl. XIII secolo) è stato un trovatore occitano originario d'Arles e attivo nell'Italia settentrionale.
Della sua opera ci restano una certa quantità di coblas esparsas di carattere moraleggiante. Secondo Bartsch-Schultz, Guilhem potrebbe essere Guilhem o Uc de Lobevier, erroneamente citato da Giovanni Nostradamus per Guilhem de l'Olivier.

## Componimenti

### Esempi
2.

 Fals' amor no si pot dir

 per dreg c'amors la nommes,

 c'amors autra res non es

 mas can benvolen dezir.

 Per que no(n) y cap falseza

 pus qu'en bontat cap maleza,

 si tot s'an trobador dich

 fals' amor en lur escrich,

 mas dir pot hom: fals semblan trichador

 M'a fag mi dons sotz semblansa d'amor.
 24.

 Escrib trueb en un nostr'actor

 c'om por ben cam'jar per melhor;

 el pros coms R[aimons] de Toloza

 dis una paraula ginhoza

 que retrairai per so que no s'oblit:

 "e cant yeu aug so que non ai auzit,

 et yeu me pes so que que non ai pessat".

 Vol dir c'om pot mudar sa voluntas

 aitantas vetz co au mielhs cosselhar

 pot son voler e deu per mielh camjar.

### Coblas esparsas
1. Tan no puesc legir ni pessar
2. Fals' amor no si pot dir
3. Tota dona c'amors vensa
4. Donas, per cosselh vos dic
5. Donas, crezetz mon prezic
6. Mans se fenhon enamorat
7. So nos retrais Marcabrus
8. Homs que se rent de sa molher gilos
9. Pros dona enamorada
10. Alcus homes sai entre nos
11. Qui ama cortezia
12. D'omes vey c'an a totz jorns mens
13. Qui s'azauta d'enuetz faire
14. Qui sap gardar fach e dich de secret
15. Jocx e putanaria
16. Qui vol aver ganre d'amicx
17. Seneca que fon fom sabens
18. Tant es lo mons costumatz
19. Ben corteza conoissensa
20. Qui se volgues cosselhar
21. Tot hom me par be noiritz
22. Catre cauzas son fort nominativas
23. Ricx hom qu'enten en gran nobleza
24. Escrich truep en un nostr' actor
25. Ieu non tenc home per amic
26. Si vols far ver' esproansa
27. S'us homs sabia mal ses be
28. Motas veguadas s'endeve
29. Catre maneiras son de gens
30. Senca dis que saup philozophia
31. Entr' amicx et enemicx
32. Auzit ay dir manta[s] sazo[s]
33. Bon es saver acampar
34. Riqueza grans fan far manta falhensa
35. Sert es qui a mal vezi
36. Bona fin fai qui ab bon albres lia
37. Cobes e larcx aug cais tot jorn repenre
38. Ieu ai vist home plaguat
39. Si fos tan bos segles com sol
40. Escrig (o) truep en Salomo
41. D'omes truep que donan cosselh
42. Tres enemicx principals
43. Aisi com per aventura
44. Mal temps fai reconoysser dieu
45. Ieu coseguiey temps e sazo
46. Mals tratz don(a) alegransa
47. Tal home am que sos aibs nom azaula
48. Homs ben parlans deu mais entendre
49. De razon es e de natura
50. Aitan ben tanh per dever
51. Trop parlars fay desmentir
52. Hom que per pauc de profiech
53. Totz homs deu esser curos
54. Ieu me tenc a gran plazer
55. Trop voluntatz tol la vista
56. Pieitz fa un petit de mal
57. Us homs es c'a ajustat
58. Si per chantan esjauzir
59. Bona fes e mala
60. Alcun son trop de fama
61. Gauch e solatz e cortezia
62. Dieus donet comandamen
63. Totz hom se deu donar suenh
64. Per respiech d'alcun befach
65. Bos noirimens dona regla
66. Sieu auzes dire a ma guiza
67. Sens e sabers e conoissenza
68. Hon mais m'esfors cascun jorn d'aver vida
69. Fals semblans e mot deslials
70. Tart o tost son doas cauzas per natura
71. En totz afars tanh cortezia
72. Hom deu lauzar son amic
73. Hoc e no son dui contrari
74. Tot enaisi com peira preziosa
75. Qui en anel d'aur fai veir' encastonar